# La Brévine
La Brévine ist eine politische Gemeinde des Kantons Neuenburg in der Schweiz. Sie ist aufgrund der oft tiefen winterlichen Temperaturen als «Sibirien der Schweiz» oder «Klein-Sibirien» bekannt. In La Brévine wurde 1987 mit −41,8 °C die tiefste jemals offiziell gemessene Temperatur der Schweiz registriert.

## Geographie

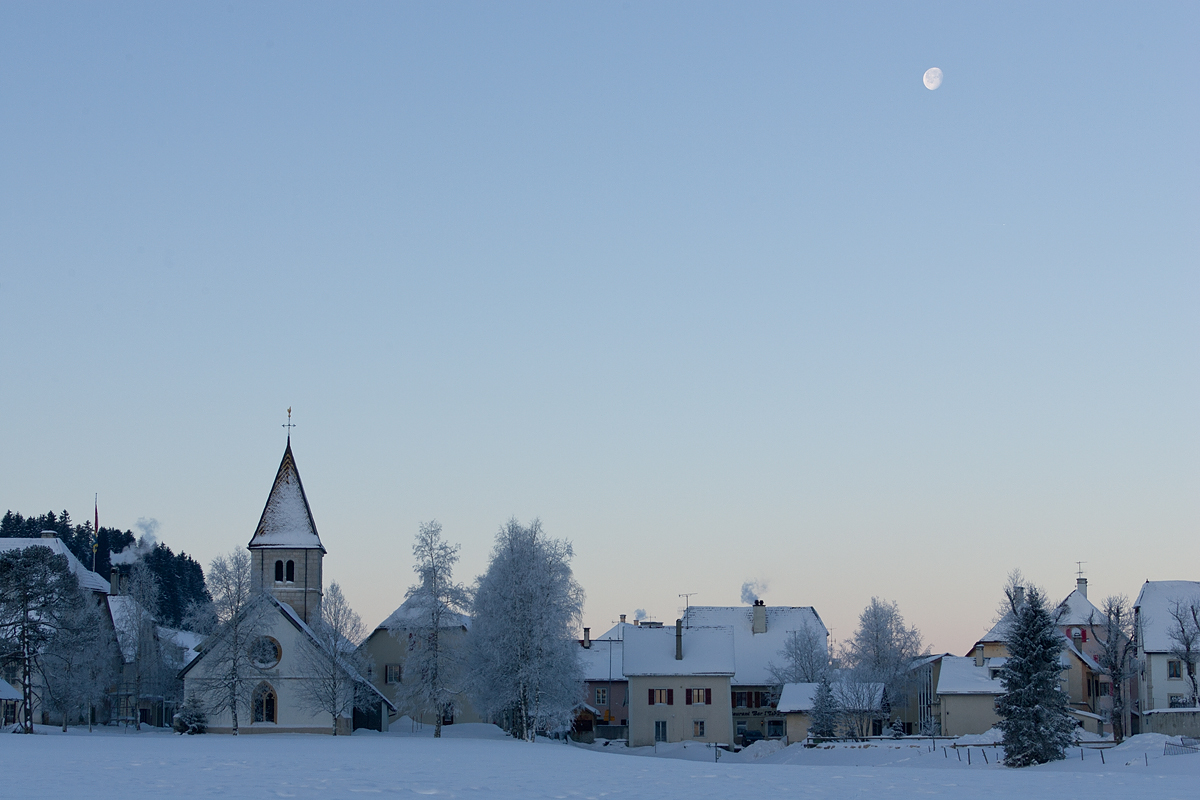
La Brévine im Winter

La Brévine liegt auf 1043 m ü. M., 24 Kilometer westlich der Kantonshauptstadt Neuenburg (Luftlinie). Das Bauerndorf erstreckt sich in der ebenen Fläche des Hochtals Vallée de la Brévine im Neuenburger Jura, beidseits des Dorfbaches Le Bied, nahe der Grenze zu Frankreich.
Die Fläche des 41,8 km² grossen Gemeindegebiets umfasst den zentralen und westlichen Teil der Synklinalen des Vallée de la Brévine mit dem oberirdisch abflusslosen Lac des Taillères. Im Süden erstreckt sich der Gemeindeboden auf die Höhen von Les Fontenettes (1242 m ü. M.) und Crêt du Cervelet, auf dem mit 1308 m ü. M. der höchste Punkt von La Brévine erreicht wird. Die nördliche Grenze verläuft auf dem bewaldeten Kamm des Armont, der bis 1266 m ü. M. ansteigt. Ganz im Westen erstreckt sich das Gebiet in einem schmalen Zipfel über die Höhe des Bois des Vaux (1220 m ü. M.) ins Einzugsgebiet des Doubs und bis zur Felskrete Rochers du Cerf (1195 m ü. M.). Auf den Höhen südlich des Vallée de la Brévine befinden sich ausgedehnte Jurahochweiden mit den typischen mächtigen Fichten, die entweder einzeln oder in Gruppen stehen. Von der Gemeindefläche entfielen 1997 2 % auf Siedlungen, 43 % auf Wald und Gehölze, 53 % auf Landwirtschaft und etwas mehr als 2 % war unproduktives Land.
Zu La Brévine gehören die Weiler Le Brouillet (1060 m ü. M.) und Bémont (1050 m ü. M.) im südwestlichen Vallée de la Brévine, Les Taillères (1055 m ü. M.) nördlich des Lac des Taillères, La Châtagne (1056 m ü. M.) östlich von La Brévine am Rand des Marais de la Chatagne sowie weit verstreut über das Hochtal und die Jurahöhen zahlreiche Einzelhöfe. Nachbargemeinden von La Brévine sind Val-de-Travers, Les Ponts-de-Martel, La Chaux-du-Milieu und Le Cerneux-Péquignot im Kanton Neuenburg sowie Grand’Combe-Châteleu, Les Gras und Pays-de-Montbenoît im angrenzenden Frankreich.

Historisches Luftbild von Werner Friedli von 1950

## Klima

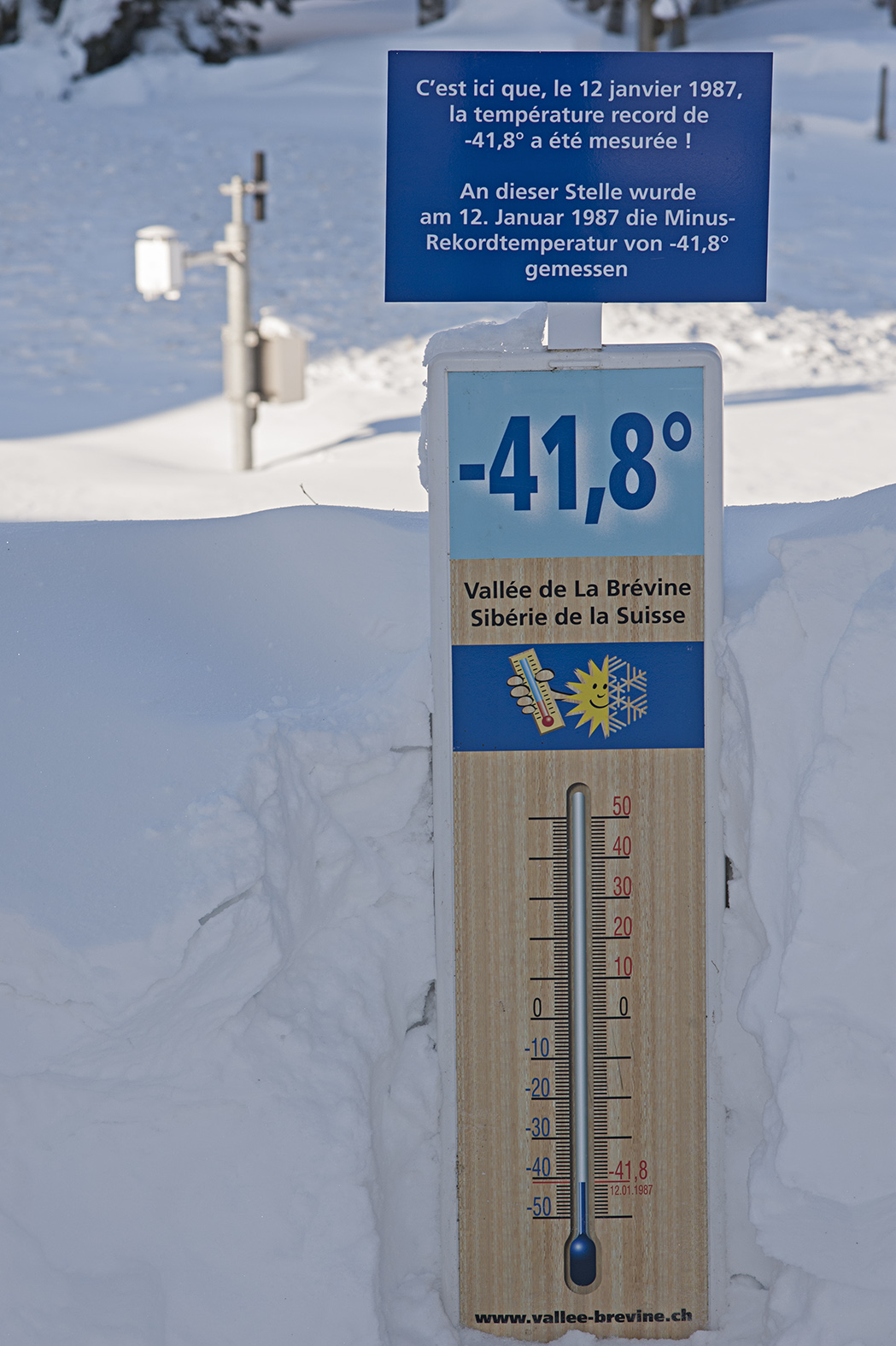
Messstation

La Brévine zeichnet sich durch ein raues und verhältnismässig feuchtes Klima aus. Im Winter bildet sich im komplett abgeschlossenen Vallée de la Brévine während Strahlungsnächten ein Kaltluftsee aus (klarer Himmel und wenig bis kein Wind sorgen für maximales Auskühlen des Bodens via Abstrahlung). Dabei werden nicht selten Temperaturen von −30 °C erreicht, was dem Ort den Namen Sibirien der Schweiz eintrug. An der Messstation La Brévine wurde am 12. Januar 1987 mit −41,8 °C die tiefste je an einer offiziellen Station der MeteoSchweiz gemessene Temperatur der Schweiz registriert.
Für die Normalperiode 1991–2020 beträgt die Jahresmitteltemperatur 5,3 °C, wobei im Januar mit −3,5 °C die kältesten und im Juli mit 14,4 °C die wärmsten Monatsmitteltemperaturen gemessen werden. Im Mittel sind hier rund 183 Frosttage und 36 Eistage zu erwarten. Sommertage gibt es im Jahresmittel 15 bis 16, während im Schnitt ein Hitzetag zu verzeichnen ist. Die Messstation von MeteoSchweiz liegt auf einer Höhe von 1050 m ü. M.
|                        | Jan  | Feb  | Mär  | Apr  | Mai  | Jun  | Jul  | Aug  | Sep  | Okt  | Nov  | Dez  |   |       |
| Mittl. Temperatur (°C) | −3,5 | −3,2 | 0,8  | 4,6  | 8,9  | 12,5 | 14,4 | 13,8 | 10,0 | 6,5  | 1,4  | −2,1 | ⌀ | 5,4   |
| Mittl. Tagesmax. (°C)  | 1,4  | 2,4  | 6,3  | 10,7 | 14,8 | 18,8 | 20,8 | 20,6 | 16,3 | 12,5 | 6,4  | 2,5  | ⌀ | 11,2  |
| Mittl. Tagesmin. (°C)  | −9,4 | −9,8 | −5,4 | −2,3 | 1,7  | 5,1  | 6,7  | 6,2  | 3,4  | 0,6  | −4,0 | −7,6 | ⌀ | −1,2  |
|                        |      |      |      |      |      |      |      |      |      |      |      |      |   |       |
| Niederschlag (mm)      | 86   | 79   | 85   | 96   | 128  | 122  | 131  | 118  | 114  | 115  | 108  | 114  | Σ | 1296  |
|                        |      |      |      |      |      |      |      |      |      |      |      |      |   |       |
| Regentage (d)          | 12,2 | 11,2 | 11,4 | 11,6 | 14,2 | 11,8 | 11,9 | 11,4 | 10,6 | 12,4 | 12,0 | 13,1 | Σ | 143,8 |
|                        |      |      |      |      |      |      |      |      |      |      |      |      |   |       |
| Luftfeuchtigkeit (%)   | 86   | 84   | 81   | 78   | 79   | 78   | 78   | 79   | 83   | 84   | 86   | 86   | ⌀ | 81,8  |

| −9,4 |

| −9,8 |

| −5,4 |

| −2,3 |

| 1,7 |

| 5,1 |

| 6,7 |

| 6,2 |

| 3,4 |

| 0,6 |

| −4,0 |

| −7,6 |

| −9,4 |

| −9,8 |

| −5,4 |

| −2,3 |

| 1,7 |

| 5,1 |

| 6,7 |

| 6,2 |

| 3,4 |

| 0,6 |

| −4,0 |

| −7,6 |

## Bevölkerung
| Bevölkerungsentwicklung | Bevölkerungsentwicklung |
| Jahr                    | Einwohner               |
| ----------------------- | ----------------------- |
| 1750                    | 1220                    |
| 1850                    | 1339                    |
| 1880                    | 1703                    |
| 1900                    | 1494                    |
| 1950                    | 1008                    |
| 1960                    | 876                     |
| 1970                    | 783                     |
| 1980                    | 654                     |
| 1990                    | 626                     |
| 2000                    | 647                     |
| 2005                    | 703                     |

Mit 615 Einwohnern (Stand 31. Dezember 2023) gehört La Brévine zu den kleineren Gemeinden des Kantons Neuenburg. Von den Bewohnern sind 95,2 % französischsprachig, 3,4 % deutschsprachig und 0,6 % portugiesischsprachig (Stand 2000). Die Talschaft von La Brévine war im 18. und 19. Jahrhundert vergleichsweise dicht besiedelt. Nach dem Höchststand um 1880 wurde durch starke Abwanderung eine Bevölkerungsabnahme um mehr als 60 % verzeichnet, die erst in den letzten Jahren verlangsamt und gestoppt werden konnte.

## Politik
Die Stimmenanteile der Parteien anlässlich der Nationalratswahl 2015 betrugen: SVP 48,7 %, FDP 21,8 %, SP 11,3 %, PdA 10,0 %, GPS 4,1 %, CVP 2,8 %, glp 0,4 %, BDP 0,2 %.

## Wirtschaft
La Brévine war bis ins 19. Jahrhundert ein durch die Landwirtschaft geprägtes Dorf. Im 18. Jahrhundert wurden die Spinnerei und die Spitzenklöppelei in Heimarbeit eingeführt. Im Laufe des 19. Jahrhunderts wurde dieser Erwerbszweig durch die Uhrenherstellung abgelöst, die dem Tal einen wirtschaftlichen Aufschwung brachte. Seit dem 18. Jahrhundert wurde in den Moorgebieten des Vallée de la Brévine Torf gestochen. Heute ist der Torfabbau eingestellt. Einziger Industriebetrieb ist eine Uhrenfabrik. Die Landwirtschaft hat immer noch eine grosse Bedeutung, etwa 50 % der Erwerbstätigen sind im primären Sektor beschäftigt. Es überwiegen die Viehzucht und Milchwirtschaft (Käseherstellung), daneben gibt es auch Holzhandel.

## Verkehr
Die Gemeinde liegt weit abseits der grösseren Durchgangsstrassen an der Kantonsstrasse von Le Locle nach Fleurier. Durch drei Postautolinien (nach Le Locle, Fleurier und Les Bayards) ist La Brévine an das Netz des öffentlichen Verkehrs angeschlossen.

## Tourismus
Die Region von La Brévine ist ein Ausflugsziel für Naturliebhaber und Erholungssuchende. Im Sommer laden die Jurahöhen zu ausgedehnten Spaziergängen und Wanderungen ein. Das ebene Vallée de la Brévine eignet sich im Winter optimal für den Skilanglauf.
Die Mitte des 17. Jahrhunderts entdeckten Mineralquellen von La Chatagne und Bonne-Fontaine wurden bis Ende des 19. Jahrhunderts für Kuren genutzt.

## Geschichte
Das Vallée de la Brévine wurde ab dem 13. Jahrhundert von Siedlern aus dem Val de Travers urbar gemacht. Während des 14. Jahrhunderts wanderten Emigranten aus dem Burgund ein. Die Etymologie des Namens La Brévine ist umstritten. Einige Quellen deuten ihn als Abwandlung des Wortes abreuvoir (Tränke), andere führen ihn auf das keltische Bebrona zurück, das Biberbach bedeutet. Der erste urkundlich erwähnte Weiler ist Bémont (1266 Bemont), auch Les Taillères wird bereits 1304 genannt (Chaul de Estaleres).
Nachdem im Laufe des 16. Jahrhunderts Siedler aus Le Locle und La Sagne eingewandert waren, kam das Tal immer mehr in den Einflussbereich der Herrschaft Valangin. Bis 1624 gehörte La Brévine zur Kastlanei Val de Travers, danach wurde es eine eigene Gemeinde mit Mairie und Zivilgericht, das erst 1848 aufgelöst wurde. Der Name La Brévine galt zunächst nur für den Zentralort, erst im 18. Jahrhundert wurde er auf das ganze heutige Gemeindegebiet ausgedehnt. Im Jahr 1831 fielen zahlreiche Häuser einer Feuersbrunst zum Opfer.
Die Oberhoheit über La Brévine hatte die Grafschaft Neuenburg inne, die 1648 Fürstentum wurde und ab 1707 durch Personalunion mit Preussen verbunden war. 1806 wurde das Gebiet an Napoleon I. abgetreten und kam 1815 mit dem Wiener Kongress an die Schweizerische Eidgenossenschaft, wobei die Könige von Preussen bis zum Neuenburgerhandel 1857 auch Fürsten von Neuenburg blieben. Lokal führte David-Guillaume Huguenin (1765–1841) als Bürgermeister das Regiment. 1816, zu Gast im Hause des Uhrenfabrikanten Jean Calame in Le Locle, erwies er sich als sehr kunstsinnig.
Im 19. Jahrhundert wanderten Philippe und Henri Huguenin-Vuillemenet und Samuel-Edouard Petoud ins Kaiserreich Brasilien aus. Petoud zog es ins tropische Bahia. Philippe Huguenin-Vuillemenet, ein Ortsbürger von La Brévine und Le Locle, erhielt den Reisepass am 14. April 1819. Er gründete eine Kolonie in Paraíba. Harte Winter führten Wildtiere in die Nähe der Ortschaften. Mancher Wolf folgte dem Doubs, der ihn am Wechsel hinderte und fand hier den Tod. In den Jahren 1837, 1840, 1841 und 1843 wurde je ein Wolf geschossen, der die französisch-schweizerische Grenze bei La Brévine überquert hatte. Der Maler, Zeichner, Lithograf und Glasmaler Lermite lebte einige Jahre in einem abgelegenen Haus namens «L’Ermitage» in La Brévine. 

## Sehenswürdigkeiten

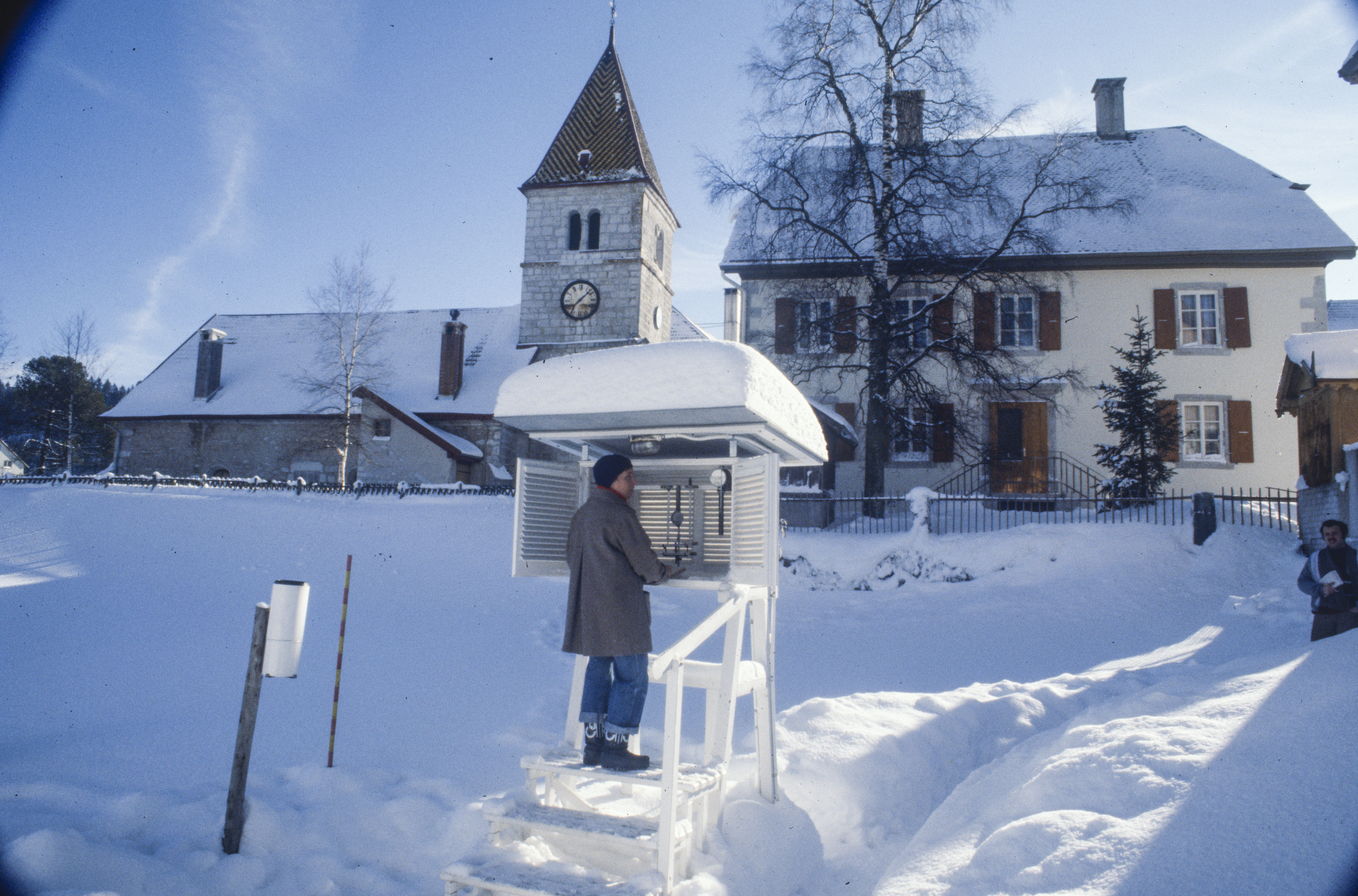
Die Kirche hinter der rekordmessenden Wetterstation

Die Reformierte Kirche La Brévine wurde 1604 erbaut und vor ihrem 400. Geburtstag im Jahr 2003 restauriert. Seit 1622 bildet das vorher von Le Locle abhängige Dorf eine eigene Pfarrei. Im Dorf sowie in den Weilern sind zahlreiche charakteristische Bauernhäuser des Hochjuras aus dem 17. bis 19. Jahrhundert erhalten. In Bémont steht eine Reformierte Kapelle.

## Persönlichkeiten
- Henri-David Chaillet (1751–1823), evangelischer Geistlicher in Neuenburg
- André Huguenin (1929–2007), Skilangläufer
- Marcel Huguenin (1930–2020), Skilangläufer
- Raymond Clottu (* 1967), Politiker, wohnt in La Brévine

## Bilder

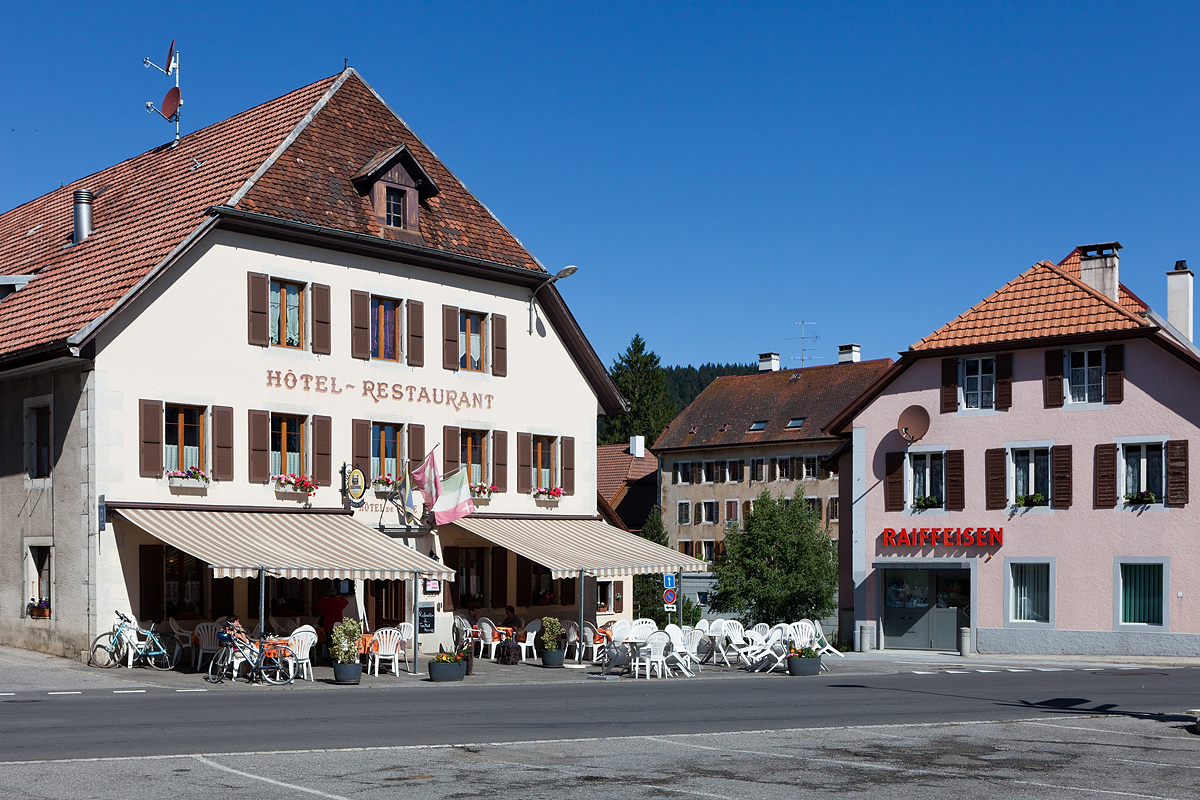
Dorfzentrum
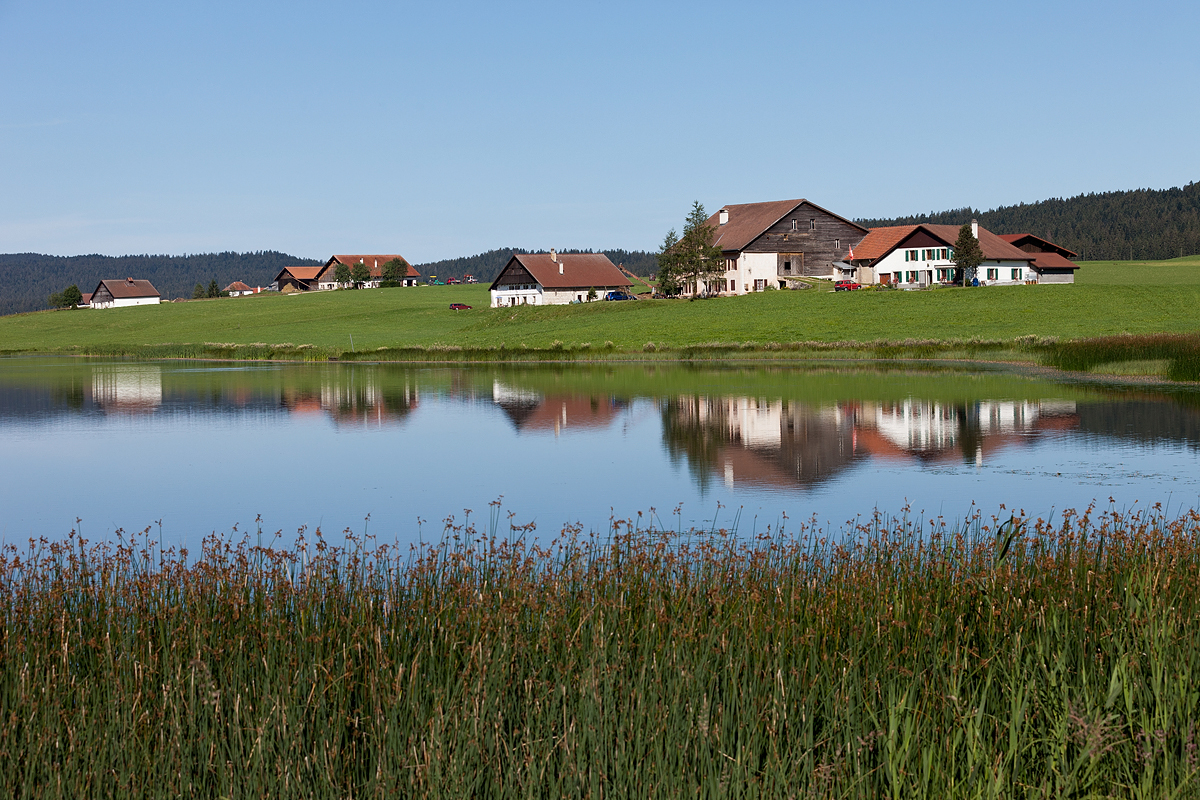
Lac des Taillères
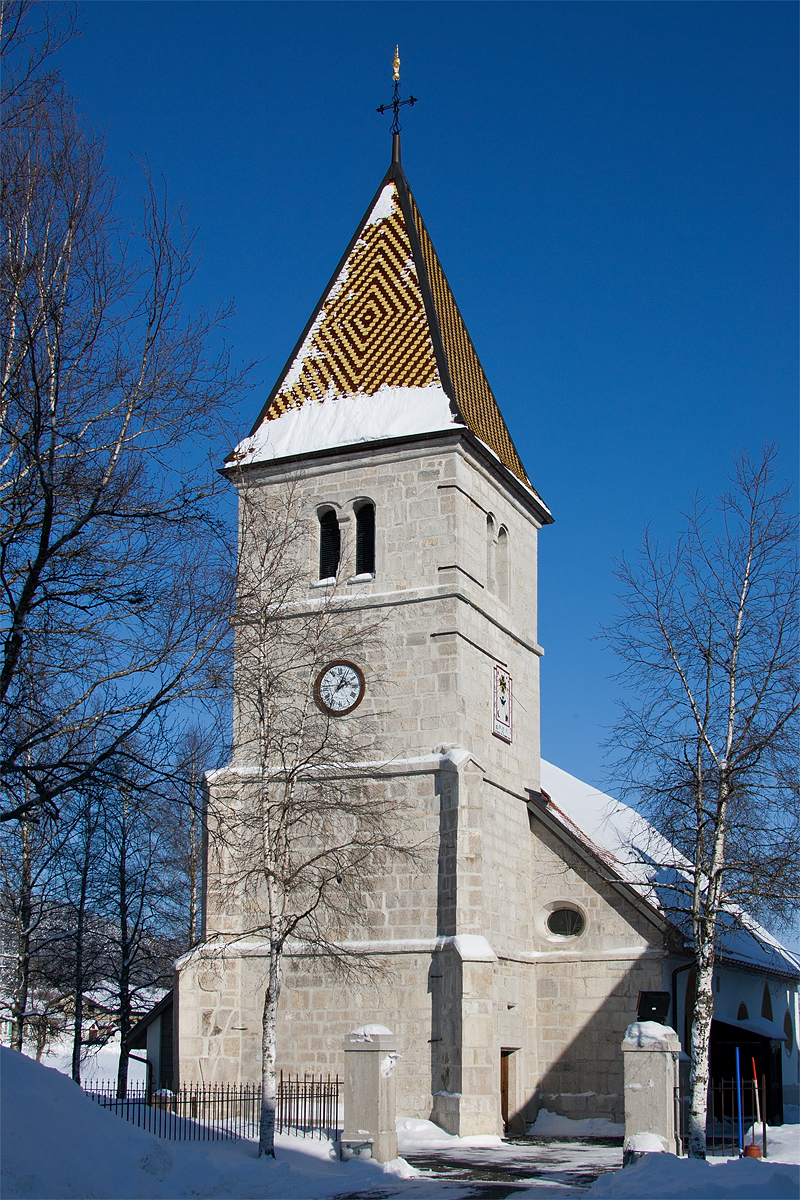
Kirche
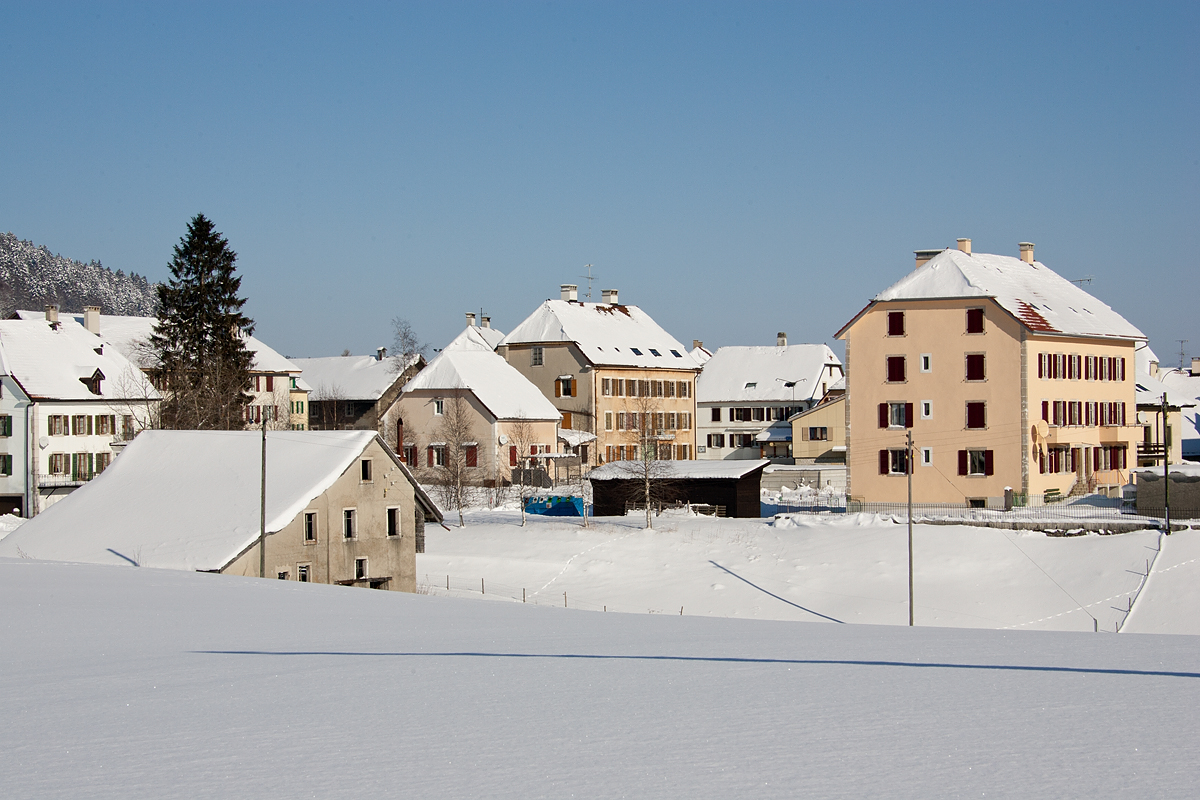
La Brévine